# Cybaeus adenes
Cybaeus adenes är en spindelart som beskrevs av Chamberlin och Ivie 1932. Cybaeus adenes ingår i släktet Cybaeus och familjen vattenspindlar. Inga underarter finns listade i Catalogue of Life.